# Plateau d'Hauteville
Plateau d'Hauteville é uma comuna francesa na região administrativa da Auvérnia-Ródano-Alpes, no departamento de Ain. Estende-se por uma área de 106.11 km². Em 2010 a comuna tinha 5 033 habitantes (densidade: 47,4 hab./km²).
Foi criada em 1 de janeiro de 2019, a partir da fusão das antigas comunas de Cormaranche-en-Bugey, Hauteville-Lompnes (sede da comuna), Hostiaz e Thézillieu.